# Cheddar

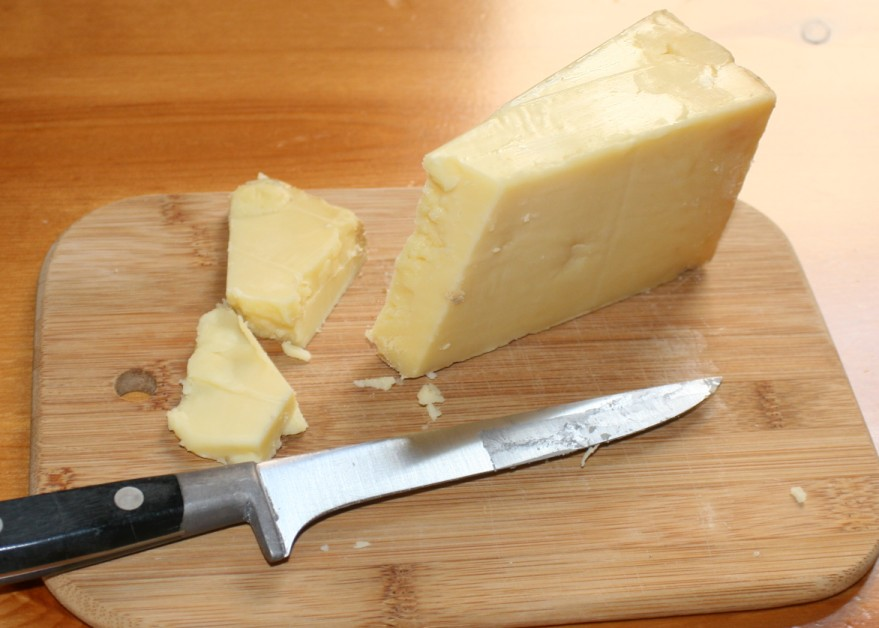
Cheddar

Cheddar, czedar – rodzaj angielskiego sera, który jest produkowany z krowiego mleka. Ser ten jest zaliczany do serów podpuszczkowych, dojrzewających oraz twardych. Ser cheddar zawiera ok. 25% tłuszczu. Ma żółtopomarańczową barwę, smak ostry, lekko kwaskowy oraz orzechowy. Cheddar jest produkowany w kształcie walców.
Jest to najpopularniejszy gatunek na rynku brytyjskim (około 50 proc. udziału w ogólnej sprzedaży sera). Produkowany również w innych krajach: Australii, Belgii, Holandii, Irlandii, Polsce, Republice Południowej Afryki, Stanach Zjednoczonych, Szwecji.

## Nazwa i historia
Nazwa sera pochodzi od wsi Cheddar w Anglii, w hrabstwie Somerset, skąd pochodzi jego receptura i gdzie dawniej był on wyłącznie wytwarzany.
Pierwsza wzmianka o tym serze pochodzi z 1170 roku, kiedy to w królewskich dokumentach księgowych odnotowano zakup dla dworu Henryka II 10240 funtów cheddara za cenę 1 farthinga za funt, tj. 4640 kg za łączną cenę 10,67 funtów szterlingów. Za czasów króla Karola I jego spożycie na dworze było już tak duże, że przerastało podaż. Skutkowało to tym, że cała produkcja cheddara była przeznaczona na potrzeby króla i jego świty. Z czasem zaczął on być produkowany również poza granicami hrabstwa Somerset, a jego spożycie zostało spopularyzowane wśród niższych sfer brytyjskiego społeczeństwa. W XIX wieku był on już wytwarzany także w USA, Australii i Nowej Zelandii.

## Właściwości odżywcze
Ser ten zawiera znaczne ilości witaminy A, retinolu (0,334 mg na 100 g), β-karotenu (0,286 mg na 100 g) oraz kobalaminy. Jest bogaty w wapń, jod i aminokwasy.
| Kwasy tłuszczowe (w 100 g) |
| Nasycone |
| --- |
| - kwas masłowy - 0,96 g - kwas kapronowy - 0,59 g - kwas kaprylowy - 0,36 g - kwas kaprynowy - 0,84 g - kwas laurynowy - 1,05 g - kwas mirystynowy - 3,35 g - kwas pentadekanowy - 0,32 g - kwas palmitynowy - 7,79 g - kwas heptadekanowy - 0,30 g - kwas stearynowy - 3,35 g |
| Jednonienasycone |
| - kwas mirystoleinowy - 0,42 g - kwas petadekenowy - 0,20 g - kwas palmitoleinowy - 0,81 g - kwas heptadekenowy - 0,32 g - kwas oleinowy - 8,33 g |

| Aminokwasy (w 100 g) |
| --- |
| - izoleucyna - 1212 mg - leucyna - 2211 mg - lizyna - 2005 mg - metionina - 635 mg - cystyna - 150 mg - fenyloalanina - 1348 mg - tyrozyna - 1475 mg - treonina - 1004 mg - tryptofan - 393 mg - walina - 1723 mg - arginina - 860 mg - histydyna - 727 mg - alanina - 782 mg - kwas asparaginowy - 1801 mg - kwas glutaminowy - 5999 mg - glicyna - 499 mg - prolina - 2782 mg - seryna - 1492 mg |